# Erison Hurtault
Erison Hurtault (ur. 29 grudnia 1984) – amerykański lekkoatleta od 2008 roku reprezentujący Dominikę w sportowych imprezach międzynarodowych. Specjalizuje się w biegu na 400 metrów.
Dorastał w Aberdeen w New Jersey, gdzie uczęszczał do Matawan Regional High School. Jest absolwentem Columbia University, w barwach którego wygrał wiele biegów na 400 metrów.
Reprezentował Dominikę na Letnich Igrzyskach Olimpijskich 2008 i Letnich Igrzyskach Olimpijskich 2012. Na igrzyskach w Londynie był chorążym podczas ceremonii otwarcia. W 2008 roku odpadł w eliminacjach z czasem 46,10 s. Także w 2012 roku odpadł w eliminacjach, tym razem z nieco lepszym czasem 46,05 s.
Brązowy medalista mistrzostwa Ameryki Środkowej i Karaibów (2011).

## Rekordy życiowe
- Bieg na 400 metrów – 45,40 (2007)
- Bieg na 800 metrów – 1:48,60 (2011) rekord Dominiki

W 2008 Hurtault biegł na drugiej zmianie dominickiej sztafety 4 × 400 metrów, która ustanowiła wynikiem 3:11,06 aktualny rekord w tej konkurencji.